# Quando non sei più di nessuno
Quando non sei più di nessuno è il diciottesimo album in studio di Renato Zero, pubblicato nel 1993.

## Il disco
Quando non sei più di nessuno è l'album che segna il definitivo ritorno al grande successo di Renato Zero. Dopo anni di insuccessi e di poche copie vendute, infatti, Zero torna a conquistare la vetta della hit parade con questo album, apprezzato anche dalla critica. È presente il brano portato al Festival di Sanremo, Ave Maria, mentre Casal de' Pazzi è liberamente ispirata agli scritti di Pier Paolo Pasolini. Su questo disco, spiccano Una magia, Oltre ogni limite, E ci sei (brano di cui girò un videoclip e il cui testo contiene il titolo dell'album), Figli della guerra. Segue a questo disco il tour ZerOpera. Il singolo Ave Maria ha raggiunto il secondo posto in classifica in Italia.
Il 1º febbraio 2019, l'album è stato pubblicato, in versione rimasterizzata, su tutte le piattaforme digitali ed è stato ristampato in versione CD per la collana Mille e uno Zero, edita con TV Sorrisi e Canzoni.

## Tracce
Testi di Renato Zero, musiche di Gianluca Podio e Renato Zero, eccetto dove indicato.
1. Il ritorno - (Renato Zero / Baldan - Renato Zero) - 4:19
2. Una magia - (Renatozero / Baldan - Renato Zero) - 3:41
3. Che ti do - 4:58
4. L'altra bianca - 4:56
5. Amore al verde - 4:58
6. E ci sei - (Renato Zero / Serio - Renato Zero) - 5:48
7. Oltre ogni limite - (Renato Zero / Baldan - Renato Zero) - 3:58
8. Quando finisce il male - (Renato Zero / Serio - Renato Zero) - 4:10
9. Pipistrelli - 5:11
10. Figli della guerra - (Evangelisti / Baldan - Renato Zero) - 3:53
11. Casal de' Pazzi - (Evangelisti - Serio - Renato Zero) - 4:12
12. Ave Maria - (Renato Zero / Serio - Renato Zero) - 6:18

## Formazione
- Renato Zero – voce
- Phil Palmer – chitarra
- Alessandro Centofanti – tastiera
- Carol Steele – percussioni
- Nathan East – basso
- Steve Ferrone – batteria
- Renato Serio – tastiera, programmazione
- Michael Rosen – sax

## Classifiche

### Classifiche settimanali
| Classifica (1993) | Posizione massima |
| ----------------- | ----------------- |
| Europa            | 37                |
| Italia            | 5                 |

### Classifiche di fine anno
| Classifica (1993) | Posizione |
| ----------------- | --------- |
| Italia            | 42        |